# Sverrir Ingi Ingason
Sverrir Ingi Ingason (født 5. august 1993 i Kópavogur, Island), er en professionel fodboldspiller der spiller som forsvarer for den græske fodboldklub Panathinaikos FC.
Ingason startede sin seniorkarriere hos Kópavogur-klubben Breiðablik, men skiftede i 2014 til Viking Stavanger i Norge. Her spillede han en enkelt sæson, inden han efterfølgende tilbragte halvandet år hos Lokeren i den belgiske liga. Efter et kortvarigt ophold hos Granada i Spanien skiftede han i 2017 til den russiske Premier League-klub FC Rostov.

## Landshold
Ingason har (pr. april 2025) spillet hele 57 kampe og scoret tre mål for Islands landshold. Han debuterede for holdet 21. januar 2014 i en venskabskamp mod Sverige. Han var en del af den islandske trup, der nåede kvartfinalen ved EM 2016 i Frankrig, og blev også udtaget til VM 2018 i Rusland.